# Cupan
Cupan (en húngaro: Koppány) (? -997) fue un noble húngaro de principios del siglo X, señor de Somogy. 

## Biografía
Cupan era hijo de Tar Zerind y descendiente del gran príncipe húngaro Árpád. Sería por esto que, tras la muerte del príncipe Géza de Hungría, pretendió desposar a la reina viuda Sarolta y tomar el trono del principado húngaro, iniciándose la rebelión de Cupan en 997. Si bien Cupan fue bautizado según el rito cristiano ortodoxo de Bizancio, para tomar el poder defendería el paganismo, en contraposición a Esteban I, quien había traído el cristianismo a Hungría desde Roma.
Cupan fue vencido finalmente cerca de Veszprém, ante los ejércitos de San Esteban comandados por Csanád y el conde germánico Vencelino de Wasserburg durante la batalla de Veszprém. Su cuerpo fue posteriormente desmembrado en cuatro pedazos, que se colocaron en las puertas de las cuatro principales ciudades húngaras (Győr, Veszprém, Esztergom y Gyulafehérvár) como una advertencia a los paganos.
Los terrenos de Somogy fueron reorganizados como una de las 45 comarcas que había establecido San Esteban y estuvieron controlados por un ispán (gobernador de provincia) y pagaron todo su diezmo solamente a la Abadía de Pannonhalma.
| Predecesor: Falicsi | Señor de Somogy 955 –997 | Sucesor: - |